# Нари Ли
Нари Ли — камбоджийская легкоатлетка, специализируется в марафоне. На Олимпийских играх 2016 года заняла последнее 133-е место в марафоне — 3:20.20.
В 2015 году на Валенсийском марафоне выполнила квалификационный норматив на Олимпийские игры, показав время 2:59.42. Этот результат стал новым национальным рекордом.

## Достижения
- 26-е место на Парижском марафоне 2011 — 3:02.25[3]